# Barbara Sichtermann

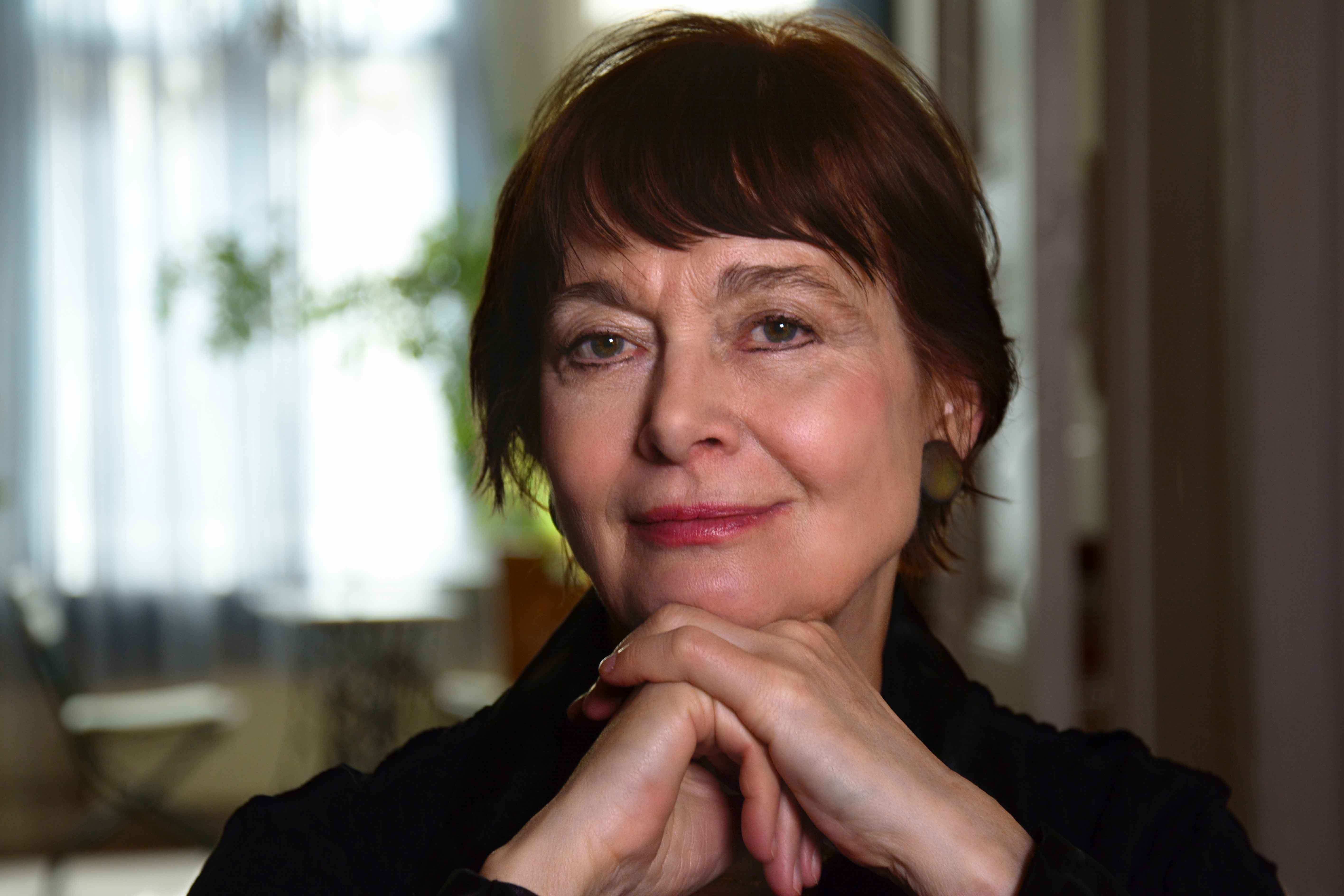
Barbara Sichtermann (2015)

Barbara Sichtermann (* 1943 in Erfurt) ist eine deutsche Publizistin und Schriftstellerin.

## Biographie
Barbara Sichtermann wurde 1943 als Tochter eines Juristen und der Künstlerin Illa Blaue in Erfurt geboren und wuchs in Kiel auf. Nach dem Abitur 1963 an der Kieler Gelehrtenschule besuchte sie die Schauspielschule Bochum und spielte Theater. Im Jahr 1968 zog sie nach Berlin, wo sie Sozialwissenschaften und Volkswirtschaftslehre studierte.
Von 1974 bis zu dessen Tod 1982 lebte Sichtermann mit Peter Brückner zusammen. Aus dieser Ehe gibt es einen gemeinsamen Sohn. Als Witwe adoptierte sie noch zwei Kinder.
Seit 1978 ist Sichtermann freie Publizistin und Schriftstellerin. Sowohl in Essays als auch in ihren Sachbuchveröffentlichungen schreibt sie u. a. über Frauenemanzipation, Pädagogik oder die Entwicklung des deutschen Fernsehens nach der Freigabe des Marktes für Privatanbieter. 1995 und 1998 erschienen ihre beiden Romane. Sie arbeitet regelmäßig für unterschiedliche Medien; u. a. war sie 25 Jahre lang (bis 2015) Jurorin des Grimme-Preises und von 2010 bis 2012 Jurorin des Hauptstadtkulturfonds.

## Veröffentlichungen
- Leben mit einem Neugeborenen. Ein Buch über das 1. Halbe Jahr. Fischer, Frankfurt am Main 1981.
- Vorsicht Kind. Eine Arbeitsplatzbeschreibung für Mütter, Väter und Andere. Wagenbach, Berlin 1983.
- Weiblichkeit. Zur Politik des Privaten. Wagenbach, Berlin 1983.
  - Auszug: Von einem Silbermesser zerteilt. In: Marlis Gerhardt (Hrsg.): Essays berühmter Frauen. Insel, Frankfurt am Main 1997, ISBN 3-458-33641-9, S. 180–191.
- Wer ist wie? Über den Unterschied der Geschlechter. Wagenbach, Berlin 1983.
- „Nein, Nein, will nicht.“ Was tun, wenn Kinder trotzen? Rowohlt, Reinbek 1984.
- FrauenArbeit. Wagenbach, Berlin 1987.
- mit Brigitte Siegel: Den Laden schmeißen. Ein Handbuch für Frauen, die sich selbständig machen wollen. Fischer, Frankfurt am Main 1989.
- Der tote Hund beißt. Karl Marx neu gelesen. Wagenbach, Berlin 1991.
- Fernsehen. Wagenbach, Berlin 1994.
- Vicky Victory. Roman, Hoffmann und Campe, Hamburg 1995.
- Fremde in der Nacht. Roman, Ullstein, Hamburg 1998.
- Fünfzig Klassiker: Paare. Gerstenberg, Hildesheim 2000.
- Fünfzig Klassiker: Frauen. Gerstenberg, Hildesheim, 2001.
- mit Ingo Rose: Lebenskunst in Berlin. Flammarion/Gerstenberg, Hildesheim 2001.
- Frühlingserwachen. Pubertät: Wie Sex und Erotik alles verändert. Fischer, Frankfurt am Main 2002.
- mit Joachim Scholl: Fünfzig Klassiker: Romane vor 1900. Gerstenberg, Hildesheim 2002.
- mit Claus Leggewie: Das Wunschkind. Adoption und die Familie von heute. Ullstein, München 2003.
- mit Joachim Scholl: Fünfzig Klassiker: Lyrik. Gerstenberg, Hildesheim 2004.
- mit Andrea Kaiser: Frauen sehen besser aus. Frauen und Fernsehen. Antje Kunstmann, München 2005.
- mit Ingo Rose: Männer am Rande des Nervenzusammenbruchs. Edition Ebersbach, Berlin 2006.
- mit Kai Sichtermann: Das ist unser Haus – Eine Geschichte der Hausbesetzung Aufbau Verlag, Berlin 2007.
- Wer war Sophie Scholl? Jacoby & Stuart, Berlin 2008.
- Kurze Geschichte der Frauenemanzipation. Jacoby & Stuart, Berlin 2009, ISBN 978-3-941087-38-5.
- mit Ingo Rose: Frauen – einfach genial: 18 Erfinderinnen, die unsere Welt verändert haben. Knesebeck, München 2010, ISBN 978-3-86873-117-0.
- Was Frauen Sex bedeutet. Brandes & Apsel, Frankfurt am Main 2012, ISBN 978-3-86099-889-2.
- mit Ingo Rose: Die Erste. Mutige Frauen verändern die Welt. Knesebeck, München 2013, ISBN 978-3-86873-520-8.
- Ein freies Frauenzimmer: Caroline Schlegel-Schelling. Ebersbach & Simon, Berlin 2013, ISBN 978-3-86915-066-6.
- mit Ingo Rose: Ein Leben für die Kunst: Mäzeninnen. Knesebeck, München 2014, ISBN 978-3-86873-684-7.
- Ich rauche Zigarren und glaube nicht an Gott. Hommage an Louise Aston. Edition Ebersbach, Berlin 2014, ISBN 978-3-86915-094-9.[3]
- mit Ingo Rose: Sternstunden verwegener Frauen. Ebersbach & Simon, Berlin 2015, ISBN 978-3-8-6915-119-9.
- Viel zu langsam viel erreicht. Über den Prozess der Emanzipation. zu Klampen, Springe 2017, ISBN 978-3-86674-556-8.
- Agatha Christie. Biografie. Osburg Verlag, Hamburg 2020, ISBN 978-3-95510-215-9.
- mit Ingo Rose: Augen, die im Dunkeln leuchten: Helena Rubinstein – eine Biografie. Kremayr & Scheriau, Wien 2020, ISBN 978-3-218-01225-6.
- mit Ingo Rose: Der blaue Vorhang: Isadora Duncan. Ihr Leben. Ihr Tanz. Osburg Verlag, Hamburg 2021, ISBN 978-3-95510-260-9.
- Weltenretterinnen: Es geht ums Ganze. marix Verlag, Wiesbaden 2021, ISBN 978-3-7374-1178-3.
- Wegbereiter der deutschen Demokratie: 30 mutige Frauen und Männer 1789-1918 (Hrsg. Frank-Walter Steinmeier). C.H.Beck, München 2021, ISBN 978-3-406-77740-0.
- Mary Shelley. Freiheit und Liebe. Osburg Verlag, Hamburg 2022, ISBN 978-3-95510-277-7.
- mit Ingo Rose: Fräulein Doktor im Kaiserreich. Die Lebensgeschichte der Franziska Tiburtius. Osburg Verlag, Hamburg 2023, ISBN 978-3-95510-336-1.
- mit Ingo Rose: Fahren Sie sofort los! Alexandra Kollontai: Ein Frauenleben zwischen Auflehnung und Macht. Kremayr & Scheriau, Wien 2024, ISBN 978-3218014366
- mit Simon Brückner/Jens Johler (Herausgeber): Das verordnete Schweigen. Zensur von Fall zu Fall. Osburg Verlag, Hamburg 2024, ISBN 978-3955103590

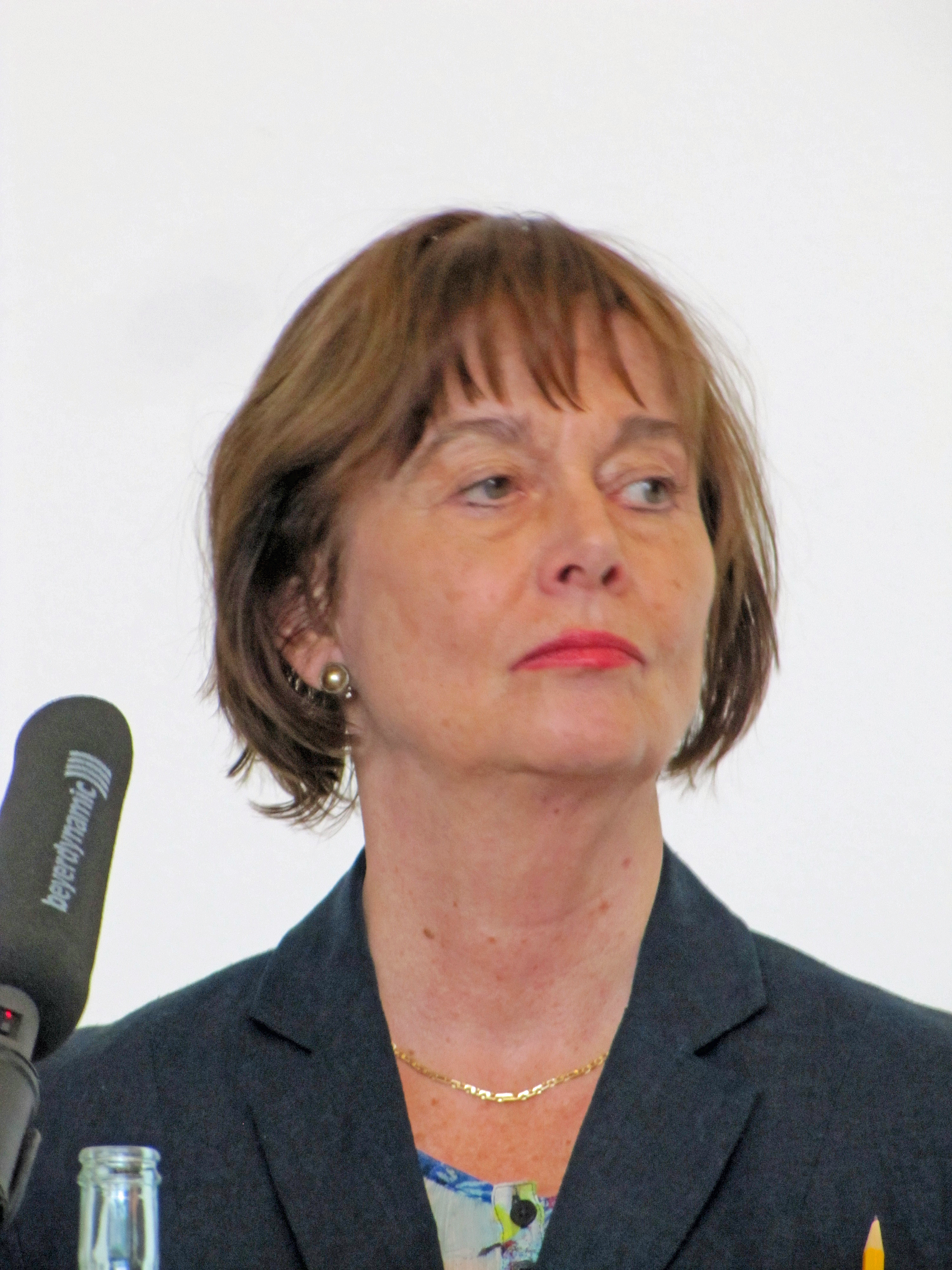
Barbara Sichtermann 2015 in Frankfurt am Main

## Auszeichnungen
- 1983: Elisabeth-Selbert-Preis
- 1985: Jean-Améry-Preis für Essayistik
- 2013: Hedwig-Dohm-Urkunde[4]
- 2013: Bert-Donnepp-Preis – Deutscher Preis für Medienpublizistik : Besondere Ehrung
- 2015: Luise-Büchner-Preis für Publizistik
- 2015: Theodor-Wolff-Preis für das Lebenswerk